# 有理多様体
数学では、与えられた体 K 上で定義された代数多様体で K 上のある次元の射影空間と双有理同値な代数多様体を、有理多様体(rational variety)と言う。有理多様体は、代数多様体上の函数体が、ある不定元の集合 {\displaystyle \{U_{1},\dots ,U_{d}\}} の有理函数の体
{\displaystyle K(U_{1},\dots ,U_{d})}
に同型であることを意味する。ここの d は、代数多様体の次元(dimension of an algebraic variety)である。

## 有理性とパラメータ化
V を {\displaystyle K[X_{1},\dots ,X_{n}]} の素イデアル I=⟨f1, ..., fk⟩ で定義された次元 d のアフィン代数多様体とする。V が有理的ならば、{\displaystyle K(U_{1},\dots ,U_{d})} の n + 1 個の多項式 g0, ..., gn が存在し、{\displaystyle f_{i}(g_{1}/g_{0},\ldots ,g_{n}/g_{0})=0}となる。言い換えると、多様体の有理パラメータ化 {\displaystyle x_{i}={\frac {g_{i}}{g_{0}}}(u_{1},\ldots ,u_{d})} が得られる。
逆に、そのような有理パラメータ化があると、{\displaystyle K(U_{1},\dots ,U_{d})} への V の函数体の体準同型が存在する。しかしこの準同型は、必ずしも上への写像とは限らない。そのような上へのパラメータ化が存在する場合を、多様体は単有理的(unirational)という。リューロスの定理（以下を参照）は、単有理的な曲線は有理的であることを意味している。カステルヌオボーの定理は、標数がゼロのとき、全ての単有理的な曲面は有理曲面であることを言っている。

## 有理性の問題
有理性の問題は、有理多様体の上の函数体が（同型を除いて）存在するかという意味で、与えられた体の拡大が有理的がどうかを問うている。また、そのような体の拡大は超越的(transcendental)として記述される。さらに詳しくは、有理性の問題は体の拡大 {\displaystyle K\subset L} は、{\displaystyle L} が超越次数(transcendence degree)により与えられた変数で {\displaystyle K} 上の有理函数体に同型かを問うている。
この問題は複数の変数の問題であり、体 {\displaystyle K} と {\displaystyle L} を構成する方法があるかどうかを問うことから発生する。
例えば、{\displaystyle K} を体として、
{\displaystyle \{y_{1},\dots ,y_{n}\}}
を K 上の変数とし、L をそれらにより生成された K 上の体とする。K 上のこれらの変数シンボルを置換する有限群 {\displaystyle G} を考える。標準的なガロア理論によって、この群作用の固定点の集合は {\displaystyle L} の部分体となり、典型的には {\displaystyle L^{G}} と書く。{\displaystyle K\subset L^{G}} の有理性の問題はネターの問題(Noether's problem)と言い、固定点が K の純粋に超越拡大か否かを問うている。
ガロア理論についての論文(Noether 1918)で、ネター(Noether)は、与えられたガロア群をもつ方程式のパラメータ化の問題を研究し、｢ネターの問題｣へと帰結させた。（彼女が最初に言及したのは、(Noether 1913)であり、そこでは、E. フィッシャー(E. Fischer)の問題へ帰着させていた）彼女は、これが n = 2, 3, 4 の場合、正しいことを示した。R. G. Swan (1969) は、ネターの問題の反例を n = 47 で G が位数 47 の巡回群の場合に見つけた。

## リューローの定理
リューローの問題(Lüroth's problem)は、一つの変数 X の有理函数（体）K(X) 体の拡大 L がどのようなときに存在するかという問題で、19世紀にヤコブ・リューロー(Jacob Lüroth)が解き、定理となっている。そのような（有理函数体 K(X) の拡大体 L が存在する）体は K に等しいか、または有理的、すなわち、ある体 F に対し L = K(F) である。幾何学のことばでは、定数写像ではない射影直線(projective line)から曲線 C への有理写像(rational map)は、C が種数 0 のときにのみ起きる。この事実は、リーマン・フルヴィッツの公式から幾何学的に導くことができる。
リューローの定理は非基本的な結果と考えられることもあるが、長きにわたりいくつかの基本的な短い証明が考えられてきた。これらの簡単な証明は、体の基底と原始多項式のガウスの補題のみを使う。（例えばを参照）

## 単有理性
体 K 上の単有理多様体(unirational variety) V は、有理多様体により統制されているので、その函数体 K(V) は有限タイプの超越体である（有限タイプとは K は無限でも K(V) 上は有限次数であるように選ぶことが可能な時を言う）。リューロス問題の解は、代数曲線の場合には、有理曲線と単有理的な曲線は同じであり、代数曲面の場合は、カステルヌオボーの定理であり、単有理的な複素曲面は有理曲面を含んでいることを意味する。何故ならば、どちらの場合も算術種数と第二多重種数(second plurigenus)ともゼロとなることにより特徴付けられるからである。ザリスキー(Zariski)は、単有理的であるが有理的ではない例を、標数が p > 0 の場合の例（ザリスキー曲面(Zariski surface)）を見つけた。Clemens & Griffiths (1972)は、3次の3次元多様体(three-fold)が、一般には有理多様体ではなく、有理性を持たない単有理的な例となることを示した。これらの仕事は中間ヤコビ多様体(intermediate Jacobian)を使う。Iskovskih & Manin (1971)は、全ての非特異な3次元4次多様体(quartic threefold)は有理的ではないことを、それらの例が単有理的であることを使って示した。Artin & Mumford (1972)は、第三コホモロジー群の中に非自明な捩じれ(torsion)をもつ単有理的な例を見つけた。第三コホモロジーの非自明な捩じれをもつことは有理的ではないことを意味する。
任意の体 K に対し、ヤノス・ケラー(János Kollár)は2000年に、少なくとも次元が 2 の滑らかな3次超曲面(cubic hypersurface)は、K 上に定義された点を持つ場合にあ、単有理的となることを証明した。ケラーのこの結果は、3次曲面(cubic surface)から始まる（代数的閉包である体上の有理多様体である）、多くの古典的な結果の改良である。他の単有理的であることが示されている多様体の他の例は、曲線のモジュライ空間の多くの場合である。

## 有理連結多様体
有理連結多様体(rationally connected variety) V は、代数的閉体上の射影代数多様体で、任意の 2点に対して射影空間から V への有理写像(regular map)の像となるような代数多様体である。同じことであるが、多様体が有理連結とは、任意の 2点が有理曲線で多様体の中で結びつけることができることを言う。
この定義は、経路の性格が異なっているだけではなく、有理曲線が有理的に連結できる点となっていることで、弧状連結とは非常に異なっている。
射影空間を含む全ての有理多様体は、有理連結であるが、逆は成り立たなく、従って、有理連結多様体のクラスは有理多様体の一般化である。単有理多様体は有理連結であるが、逆が成り立つかどうかは未解決の問題である。

## 参照項目
- 有理曲線
- 有理曲面
- セヴィリ・ブラウアー多様体（英語版）(Severi–Brauer variety)
- 双有理幾何学